# 木材

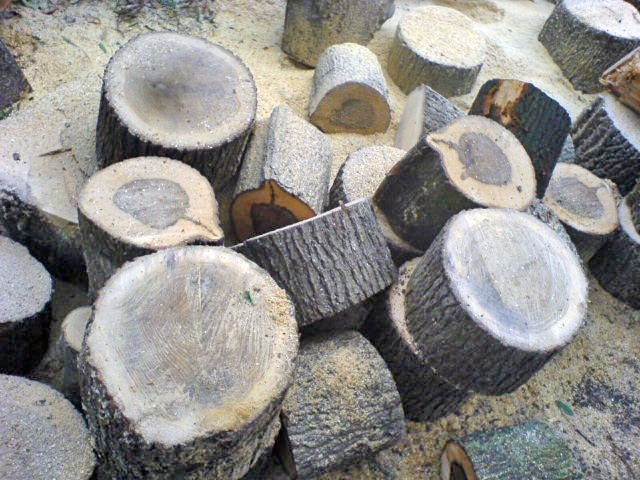
樹幹橫切面

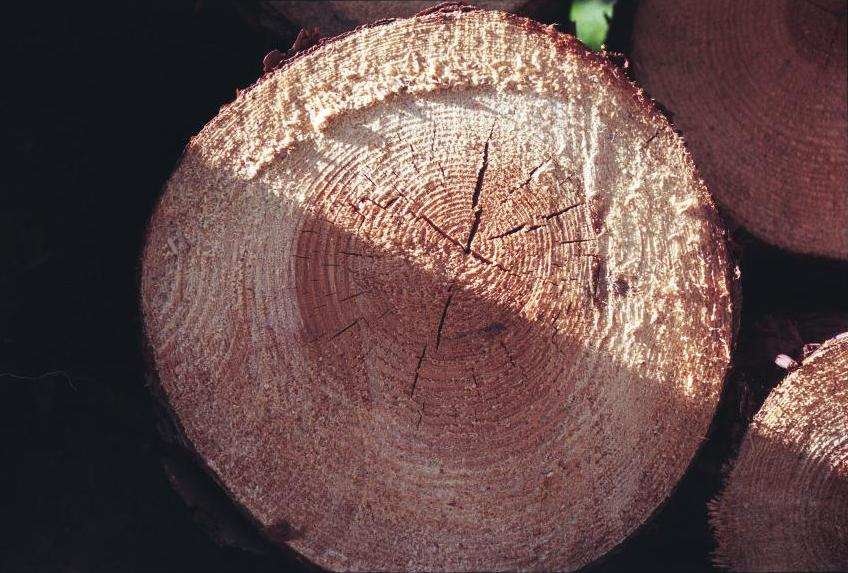
樹幹橫切面

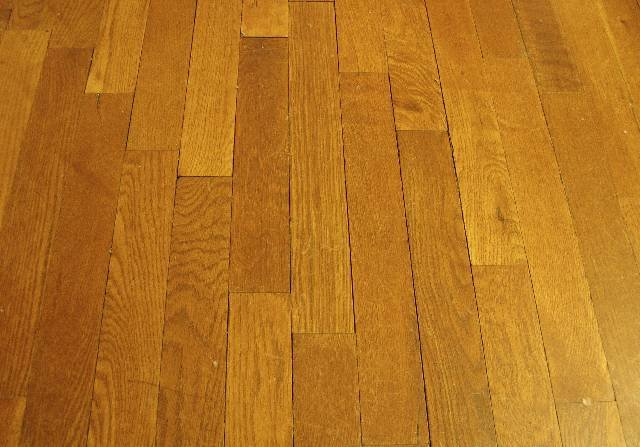
樹可被切成鋪板作為家居地板

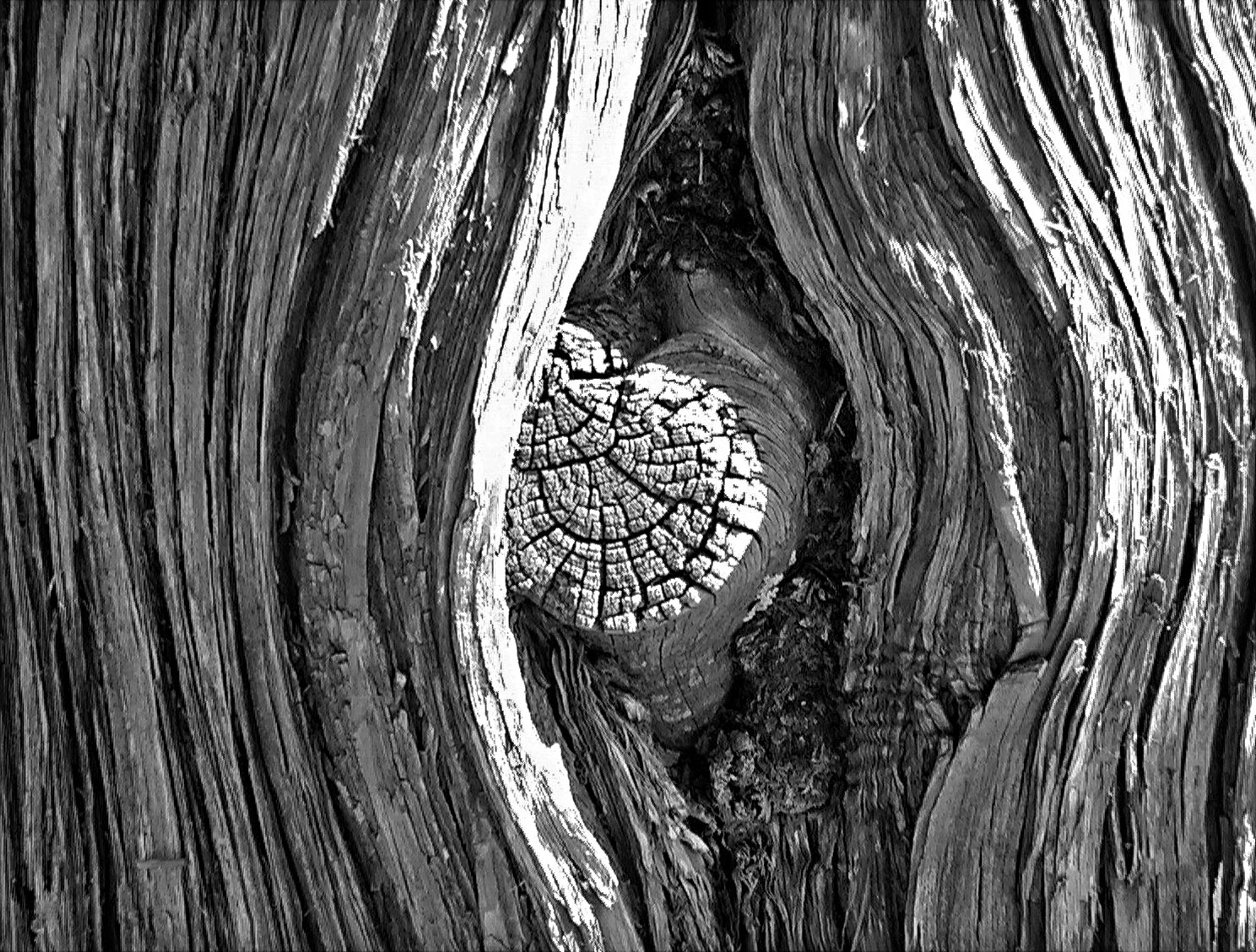
在科羅拉多泉找到一棵奇形的樹幹

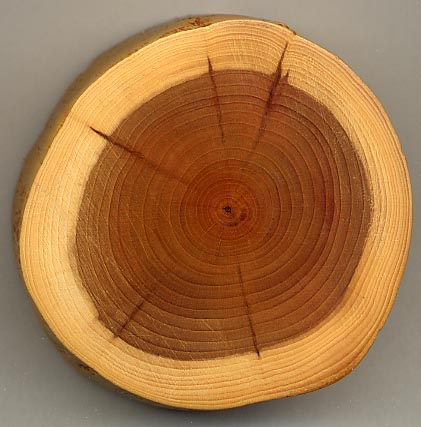
一塊杉木所切出的圓盤，圖中所見顏色深的部分即為心材，顏色淡的為邊材。

木是能够次级生长的植物（如乔木和灌木）所形成的木质化组织。是多孔纖維狀的組織。乔木和灌木在初生生长结束后，根茎中的维管形成层开始活动，向外发展出韧皮，向内发展出木材。木材是维管形成层向内的发展出植物组织的统称，包括木质部和放射薄壁細胞。
木材為林業主產物，对于人类生活起着很大的支持作用。根据木材不同的性质特征，人们将它们用于不同途径，例如燃料及建築用的材料。木材是天然的有機複合材料，由有纤维素纤维（抗拉性很強）和木质素的基質（抗壓性強）組成。一般木材定義為莖部二次生長的木质部。
地球上約有一兆英噸的木材，每年約增加一千萬噸。木材的蘊藏量大，且是碳中性的可再生材料，是頗受關注的可再生能源之一。在1991年約生產了三百五十萬立方米的木材，主要用途是家具及建築結構。

## 歷史
2011年在加拿大新不倫瑞克省發現已知有木質部份，年代最久遠的植物，約在四億年前。木頭可以用放射性碳定年法判斷其年代，有些植物也可以用树轮年代学來判斷。
人類會將木頭用來作為燃料，或是蓋房屋、製作工具、武器、家具、包裝、工藝品甚至紙張的材料。每年年輪的寬度及同位素的豐度可以找到一些有關當時氣象狀況的資訊。

## 化學性質與成分
木材為一複雜的有機體，主要成分中碳約佔44%，氫約佔6%，氧約42.5%，另含0.5%以下之氮和1%以下其他元素之礦物質灰分。（主要是鈣、鉀、鈉、鎂、鐵及錳）。木材中也含有少量的硫、氯、矽、磷等元素。
乾燥木材的主成分有木質素、纖維素及半纖維素。纖維素是由葡萄糖衍生的結晶聚合物，約佔41至43%。半纖維素在落葉喬木中約佔20%，在針葉樹中佔30%，主要是由五碳糖以不規則方式聚合而成。木質素在落葉喬木中佔27%，針葉樹中佔23%。木質素因為其苯環而帶有疏水性。造紙製程中的重點就是將纖維素和木質素分離，再利用纖維素來造紙。
若考慮其化學組成，硬木和軟木的差異是在木质素的組成。硬木的木质素主要是由芥子醇及松柏醇所衍生，而軟木的木質素主要是由甲氧松柏醇衍生。

### 萃取物
木材除了木质纤维素外，還有許多低分子量的有機化合物，木材的萃取物有脂肪酸、树脂酸、蠟及萜烯。例如松柏類植物會釋放松香避免蟲害。木材的萃取物可以作為浮油松香、松節油及松香。

## 硬木、軟木及木材強度
一般常將木材分類為軟木(softwood)和硬木(hardwood)。由松柏類植物（像松樹）製造的木材稱為軟木，由雙子葉植物（像橡樹）製造的木材稱為硬木。不過軟木和硬木的分類常造成誤解，因為軟木不一定比較軟，硬木不一定比較硬。例如輕木屬於硬木，但比任何販售的軟木都要軟，而有些軟木（漿果紫杉）也比許多硬木要硬。
樹木的種類和所製造木材的性質有強烈的相關性。木材的密度隨樹種而不同，而木材的強度和其密度有關。例如桃花心木是中等密度的硬木，是製作家具的上等材料，輕木的密度小，常用來製作建築物模型或模型飛機。愈瘡樹 lignum-vitae是密度最高的木材。 Australian Buloke 是最硬的商業木材。African Blackwood 是最為昂貴的商業木材，每千克約10,600美金

## 主要用途

### 燃料
用作燃料的木材稱為柴，在鄉村地區，木柴是常用的燃料。硬木比軟木更適合作燃料，因為硬木的燃燒時間較長，且產生較少煙。在歐洲、北美的冬季，郊區居民都會在家中的壁爐用木生火以取暖。
木材在乾餾之後會形成木炭，其主要成份是碳。在化石燃料仍不普及的國家，木炭也常做為主要燃料。

### 土木建築

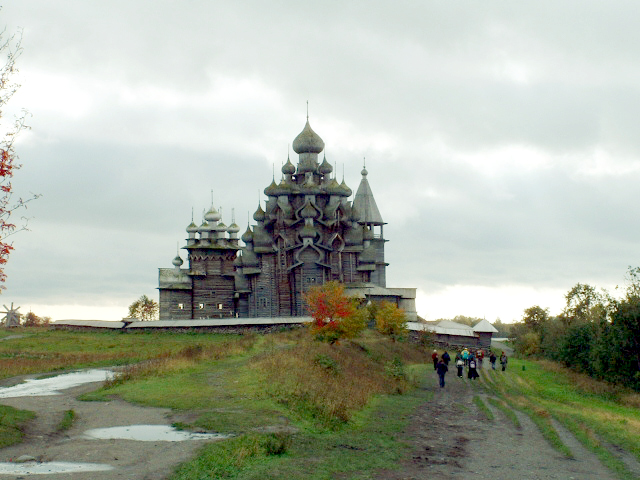
基日島上的木結構教堂，這是俄羅斯的世界遺產之一，建築物完全用木頭接合．沒有金屬的固定件。

自從人類開始建造房屋起，木材就是重要的建築材料。
在歐洲中古時期，所有木製建築都是用榆屬，包括樑、牆壁、門及地板，現代用的木材比較多樣化，木門多半會用的楊樹、松樹及花旗松。

### 工程木製品
在十九世紀前的船舶幾乎都是木製的，在今天仍有許多船舶是木製的。像榆樹在潮濕的情形下仍不容易損壞，特別適合用在船舶上。
潮濕狀態中因其不易損壞的特性，在現代化的水管發明前，榆樹也會用來作成水管。
在土木建築及工程應用上，常會為了一些特定的性能需求，使用人造板或是膠合板（夾板）。膠合板一般會將木板、木條、木材或其他形式的木纖維用膠結合在一起，形成較大的複合材料單位。
人造板包括多層膠合木料(glulam)、木製的結構板（包括膠合板、定向纖維板等）、單板層積材（LVL）及其他結構複合板、窄條定向板材及工字木梁等。1991年這類的應用將近一億立方米依此趨勢來看，刨花板和纖維板將取代膠合板。其他的板材還有粒片板、纖維板等。

### 家具及用品
許多家具會用到木材，例如桌子、椅子及床。木材也會用來做一些工具，例如筷子、牙籤、梳子或是木勺。

### 次世代的木製品
有關木材的創新研究包括木質素膠的應用、可回收的食品包裝、橡膠輪胎的代替品、醫療的抗菌劑、及高強度的纖維或是複合材料。科學家及工程師持續在研究從木材中提煉不同物質的方式，或是利用加入一些物質的方式來調整木材的特性，會有越來越多的木材有關新產品進入市面，電子的濕氣監控也可以保護木製品。

### 藝術
木材長久以來也做為藝物媒介，例如製作版畫或是木雕，像美國印第安人區的圖騰柱，而中國的許多佛像也是由木頭雕刻而成。
像是提琴、吉他、木管樂器（如單簧管、直笛）、木琴、馬林巴等樂器，大部份（甚至全部）是由木材製成。木材的選用對樂器的音調及共鳴有顯著的影響，而樂器木材有許多不同的特性，從較硬較緊實的非洲黑木黄檀（用做單簧管的主體），到較輕但共鳴良好的歐洲雲杉（會做提琴的共鳴板）。最有價值的樂器木材是岩槭，作為提琴的背板。

## 主要生產國
工業用材主要生產國
| 1 | 美国   | 4.08億立方公尺 |
| 2 | 加拿大 | 1.80億立方公尺 |
| 3 | 俄羅斯 | 1.03億立方公尺 |
| 4 | 中国   | 0.90億立方公尺 |
| 5 | 巴西   | 0.84億立方公尺 |

薪炭材的主要生產國
| 1 | 印度       | 2.74億立方公尺 |
| 2 | 中国       | 2.04億立方公尺 |
| 3 | 巴西       | 2.00億立方公尺 |
| 4 | 印度尼西亞 | 1.51億立方公尺 |
| 5 | 奈及利亞   | 1.02億立方公尺 |

## 结构力学性能试验项目
在使用木材加工成各类物状形态供人类使用时，需要有一定的结构强度确保使用的安全性。结构强度通常被称为力学性能强度，木材强度试验项目大致可分为：静曲张强度、三点弯折强度、剥离强度、抗压强度。

## 延伸阅读
[在维基数据编辑]
 《欽定古今圖書集成·博物彙編·草木典·木部》，出自陈梦雷《古今圖書集成》